# Gračanica (Prozor-Rama)
Pour les articles homonymes, voir Gračanica.
Gračanica (en cyrillique : Грачаница) est un village de Bosnie-Herzégovine. Il est situé dans la municipalité de Prozor-Rama, dans le canton d'Herzégovine-Neretva et dans la fédération de Bosnie-et-Herzégovine. Selon les premiers résultats du recensement bosnien de 2013, il compte 89 habitants.

## Géographie
Le village est situé à la confluence de la Gračanica et de la Rama.

## Démographie

### Évolution historique de la population dans la localité
| 1948 | 1953 | 1961 | 1971 | 1981 | 1991 | 2013 |
| ---- | ---- | ---- | ---- | ---- | ---- | ---- |
| -    | -    | 50   | 63   | 102  | 116  | 89   |

|  |

### Communauté locale
En 1991, la communauté locale de Gračanica comptait 1 160 habitants, répartis de la manière suivante :